# Babi Mbayi
Babi Mbayi est un homme politique de la République démocratique du Congo.
Il a été ministre du Plan, du Portefeuille et du Développement à partir du 23 mai 1997, ministre de l’Industrie à partir du 3 janvier 1998 et ministre de l’Énergie à partir du 14 mars 1999 dans la composition du gouvernement Laurent Désiré Kabila,.